# Borzna

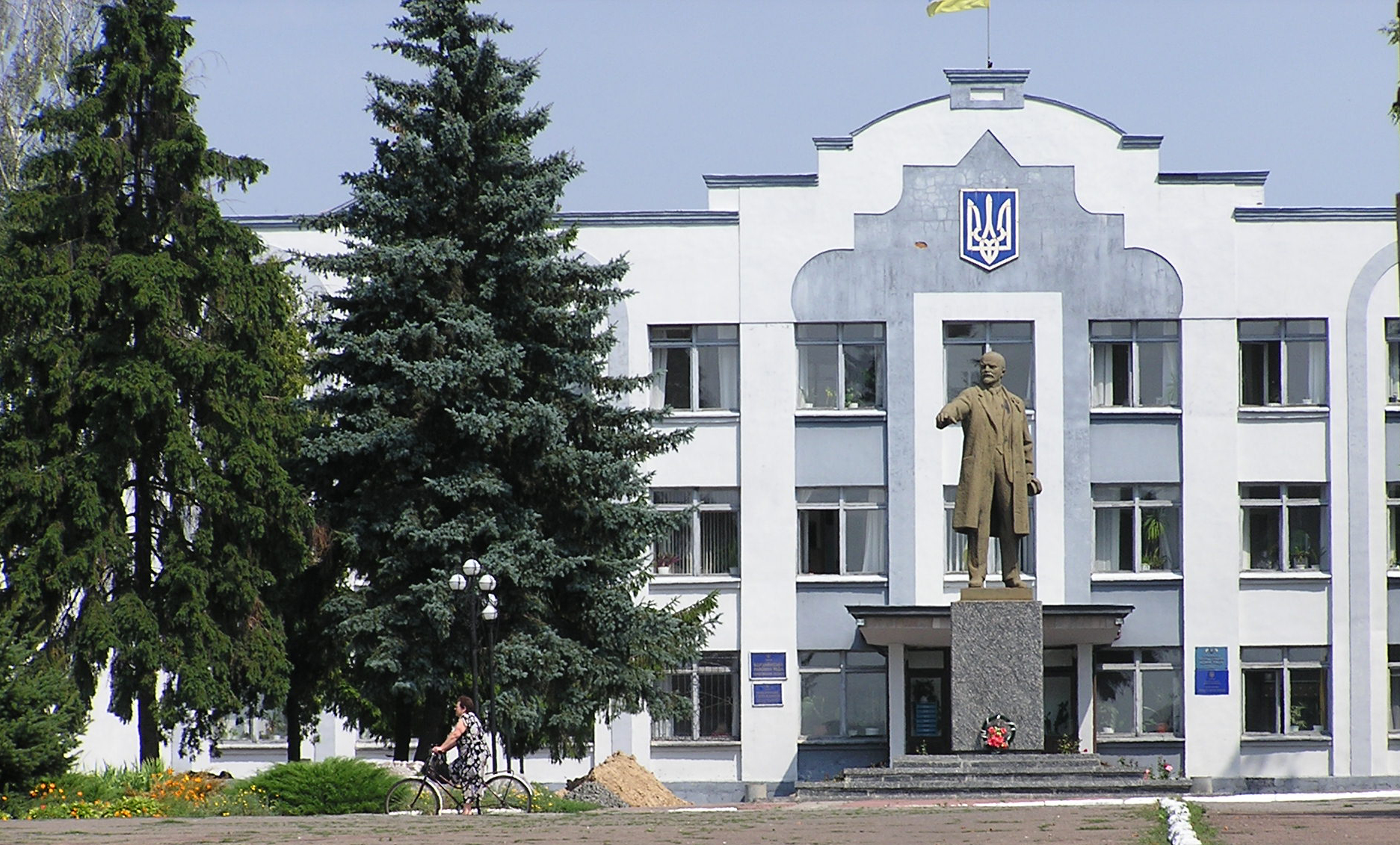
Urząd Miasta

Borzna (ukr. Борзна) – miasto na Ukrainie w obwodzie czernihowskim, siedziba władz rejonu borzniańskiego.

## Historia

### Ślady archeologiczne
Archeolodzy odkryli w rejonie Borzny gród rodowy otoczony zabudowaniami datowany na VIII–XIII w. Przypuszcza się, że pierwsza osada o rozszerzonym charakterze została założona w XII wieku, co dało początek współczesnej nazwie. Gród został zdobyty przez Mongołów podczas podbijania przez nich ziem ruskich i zniszczony przez hordy Batu-chan w 1239 roku.

### W Wielkim Księstwie Moskiewskim oraz Rzeczypospolitej Obojga Narodów
Pod koniec XV wieku na terenie dzisiejszego miasta powstały gospodarstwa, które w połowie XVI wieku już stanowiły wieś Borzna. Borzna, jak i większa część księstwa czernihowsko-siewerskiego, należała wówczas do Wielkiego Księstwa Moskiewskiego.
Po wojnie polsko-rosyjskiej 1609-1618 i rozejmie w Dywilinie w latach 1618–1648 Borzna weszła w skład Korony Królestwa Polskiego. Wtedy też nastąpił rozwój miasta, które w 1634 otrzymało miejskie prawa magdeburskie. Rzeczpospolita utraciła kontrolę nad miastem w czasie powstania Chmielnickiego w 1648 roku.

### W Carstwie Rosyjskim oraz ZSRR
Po likwidacji Hetmańszczyzny w 1781 Borzna stała się miastem ujezdnym w namiestnictwie czernihowskim, od 1796 – stolicą powiatu (ujezdu) w guberni małorosyjskiej, a od 1802 – guberni czernihowskiej.
W latach 1922–1991 miasto należało do Ukraińskiej SRR. W 1941 roku miasto zostało zajęte przez Niemców.
Podczas okupacji hitlerowskiej, 11 września 1941 roku Niemcy utworzyli getto dla żydowskich mieszkańców. Przebywało w nim około 300 osób. W lutym 1942 roku Niemcy zlikwidowali getto, a Żydów zamordowali. 

## W niepodległej Ukrainie
Od 1991 należy do niepodległej Ukrainy. Jest ośrodkiem administracyjnym rejonu borzniańskiego w obwodzie czernihowskim.
Bardzo ważną rolę w mieście odgrywało rolnictwo, bowiem sprzyjały temu korzystne warunki naturalne, m.in. urodzajne gleby oraz sprzyjające warunki klimatyczne z długim okresem wegetacyjnym. Na terenie miasta działa kilka organizacji i instytucji, które wspierają rozwój rolnictwa.
W Borznie znajduje się Państwowa Szkoła Rolnicza, Gimnazjum im. Pantelejmona Kulisza, 4 szkoły gimnazjalne i podstawowe, Miejska Biblioteka Publiczna, Dom Kultury.
Borzna nie należy do znanych ośrodków turystycznych, takich jak Baturyn, Nieżyn, Nowogród Siewierski. Jednak w tym małym mieście jest coś do zwiedzania.

### Zabytki
- Historyczne muzeum Pantelejmona Kulisza „Hannyna Pustyń” (Futor Motroniwka);
- Muzeum malarza Oleksandra Sajenki;
- Muzeum Historyczne;
- Cerkiew Św. Mikołaja (z połowy XVIII wieku, dzwon z XIX wieku);
- Cerkiew Narodzenia Pańskiego(koniec XIX – pocz. XX wieku);
- Cerkiew Św. Bazyla Wielkiego (pocz. XX w.).

## Transport
Przez miasto przebiega trasa europejska E101, łącząca Kijów z Moskwą.